# Glyptelasma annandalei
Glyptelasma annandalei är en kräftdjursart som först beskrevs av Henry Augustus Pilsbry 1907.  Glyptelasma annandalei ingår i släktet Glyptelasma och familjen Poecilasmatidae. Inga underarter finns listade i Catalogue of Life.